# محمد بن بزال
محمد بن بزال حاكم دمشق بين 402 - 406. ولي إمرة دمشق بعد أبي المطاع بن حمدان في أيام الملقب بالحاكم، وسار عنها معزولاً، فكانت ولايته ثلاث سنين وثمانية أشهر وثمانية عشر يوماً. ويذكر أنه كان والي طرابلس في لبنان أيضاً.

## نبذة
هو محمد بن بزال أبو عبد الله القائد المعروف بقائد الجيوش مختار الدولة، ولي إمرة دمشق بعد أبي المطاع بن حمدان في أيام الملقب بالحاكم.

وفي خط عبد المنعم بن علي بن النحوي، جاء:
«قدم القائد أبو عبد الله بن بزال واليا على دمشق لعشر خلون من جمادى الأولى سنة اثنتين وأربع مائة وسار الأمير ذو القرنين بن حمدان إلى الساحل ليسير إلى مصر. وسار القائد مختار الدولة أبو عبد الله محمد بن بزال من دمشق معزولا عنها لما بلغه أن ساتكين سهم الدولة قد حصل بالرملة واليا على دمشق في يوم الثلاثاء سلخ المحرم من سنة ست وأربع مائة، فكانت ولايته ثلاث سنين وثمانية أشهر وثمانية عشر يوما. واستخلف ابن بزال بدرا العطار على ولاية دمشق إلى أن قدمها ساتكين». 
وقال الفقيه أبو الحسن السلمي:
«دفع إلي رجل يُعرف بمجير الكتامي شيخ من جند المصريين، ورقة فيها أسماء الولاة بدمشق فكان فيها ولي القائد أبو عبد الله بن بزال السنة اثنتين وأربع مائة». 
وفي قراءة بخط أبي محمد بن الأكفاني مما نقله من خط أبي الحسين بن الميداني:
«وولي أبو عبد الله بن بزال، فقدم هذا اليوم يعني يوم الجمعة لسبع خلون من جمادى الأولى سنة اثنتين وأربعمائة، ونزل المزة ودخل إلى القصر يوم الأحد لإحدى عشرة ليلة خلف من جمادى الأولى، فكان جميع ما ولي ابن حمدان خمسة أشهر سواء وعزل يعني ابن بزال عن البلد، وسار يوم الثلاثاء سلخ المحرم سنة ست وأربع مائة، فكان جميع ما أقام واليا ثلاث سنين وثمانية أشهر وعشرين يوما».